# Мунзер Кабара
Мунзер Марк Кабара (арап. منذر مارك كبارة, романизовано Munzer Mark Kabbara; 3. септембар 2002) либански је пливач чија специјалност су трке мешовитим стилом на 200 и 400 метара.
На међународној сцени дебитовао је на светском првенству за јуниоре 2017. у Индијанаполису, а годину дана касније по први пут је наступио и на сениорском првенству света у малим базенима. 
Први наступ на светским првенствима у великим базенима имао је на светском првенству у Квангџуу 2019. где се такмичио у две дисциплине. У трци на 200 мешовито заузео је 41. место уз нови лични рекорд, док је на дупло дужој деоници заузео претпоследње 38. место.